# Norma Editorial
Norma Editorial est une maison d'édition de bande dessinée espagnole fondée en 1981 à Barcelone par Rafael Martínez Díaz, qui avait créé une société d'agent d'auteurs quatre ans plus tôt. C'est la plus grosse maison d'édition de bande dessinée espagnole.

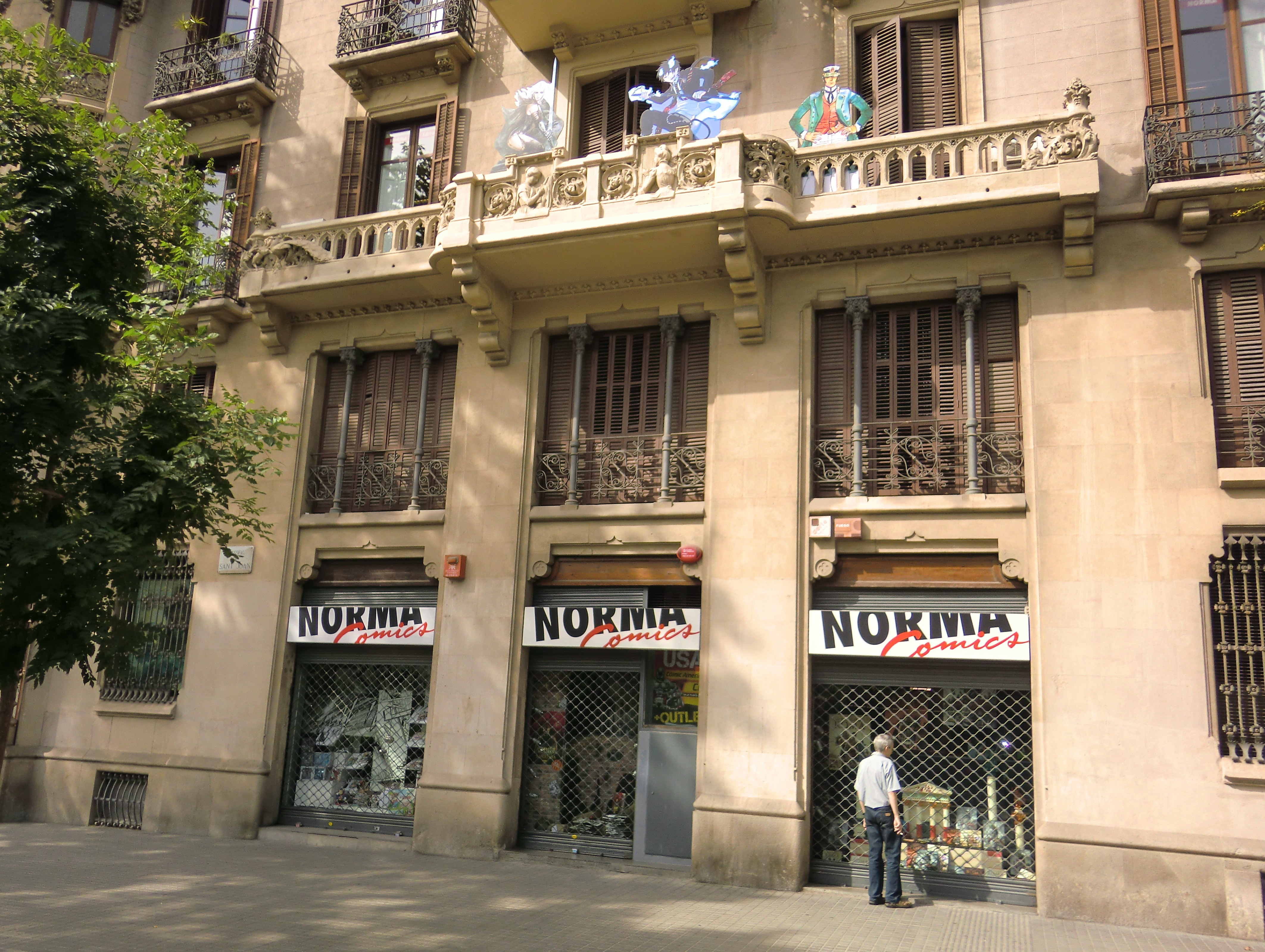
Siège de Norma Editorial, à Barcelone.

Outre de nombreux auteurs espagnols appréciés par la critique comme Miguelanxo Prado ou Alfonso Font, elle publie des auteurs franco-belges (Enki Bilal, Jean Van Hamme, François Bourgeon, Jacques Tardi, etc.), anglo-saxons (Will Eisner, Alan Moore, etc.) et japonais (CLAMP, etc.).